# Subvariantes delta del SARS-CoV-2
La variante delta del SARS-CoV-2, hasta la aparición de la variante ómicron, fue dominante a nivel mundial. Al no existir variantes que la desplazaran, dio lugar a subvariantes. 
Fueron detectadas por primera vez en India en mayo del 2021, designadas como variante de interés (VOI en inglés) por la OMS, esto debido a que las mutaciones que presentan algunas de las subvariantes sugieren un aumento en el riesgo de resistencia a las vacunas actuales.
Las subvariantes Delta del SARS-CoV-2 se han subdividido en el sistema de designación de linaje PANGO en variantes de AY.1 hasta AY.28. Sin embargo, no hay información sobre si dicha clasificación se correlaciona con cambios en las características biológicas del virus.

A 27 de agosto de 2021, PANGO publicó una actualización para las variantes AY.4 a AY.12, introduciendo también las líneas AY.13 a AY.25, líneas que aún pertenecen a la variante Delta.

## Subvariantes
Hasta enero de 2022, las subvariantes AY predominantes son:
- AY.1 en la India.

- AY.4, AY.4.2 a AY.11 en Reino Unido.

- AY.12 en Israel.

- AY.2, AY.3, AY.13, AY.14, AY.25 en Estados Unidos.

- AY.20 en México.

- AY.15 en Canadá.

- AY.16 en Kenia.

- AY.17 en Irlanda e Irlanda del Norte.

- AY.19 en Sudáfrica.

- AY.21 en Italia y Suiza.

- AY.22 en Portugal.

- AY.24 en Indonesia.

- AY.23 en Indonesia, Singapur, Japón y Corea del Sur.